# Secretariaat van de Verenigde Naties
Het Secretariaat van de Verenigde Naties (Engels: United Nations Secretariat) is een van de primaire bestuursorganen van de internationale samenwerkingsorganisatie, de Verenigde Naties. Het secretariaat wordt voorgezeten door de secretaris-generaal van de Verenigde Naties. De Portugees António Guterres volgde in 2017 Ban Ki-moon op in die functie. Hij wordt bijgestaan door verschillende civiele internationale stafleden.
Het secretariaat zorgt voor onderzoeken, informatie en faciliteiten die andere organen van de Verenigde Naties nodig hebben voor de besprekingen en de vergaderingen. Een tweede taak van het secretariaat is het uitvoeren van taken die zijn opgedragen door de VN Veiligheidsraad, de Algemene Vergadering van de Verenigde Naties of andere organisatorische organen. Volgens het Handvest van de Verenigde Naties moet personeel van het secretariaat gekozen worden op basis van "de hoogste standaard van efficiëntie, competentie en integriteit, met een inachtneming van een wijde, geografische basis".

## Secretarissen-generaal
1. Trygve Lie, Noorwegen (1945-1953)
2. Dag Hammarskjöld, Zweden (1953-1961)
3. U Thant, Birma (1961-1971)
4. Kurt Waldheim, Oostenrijk (1972-1981)
5. Javier Pérez de Cuéllar, Peru (1982-1991)
6. Boutros Boutros-Ghali, Egypte (1992-1996)
7. Kofi Annan, Ghana (1997-2006)
8. Ban Ki-moon, Zuid-Korea (2007-2016)
9. António Guterres, Portugal (2017-)